# Esploratore (nave)

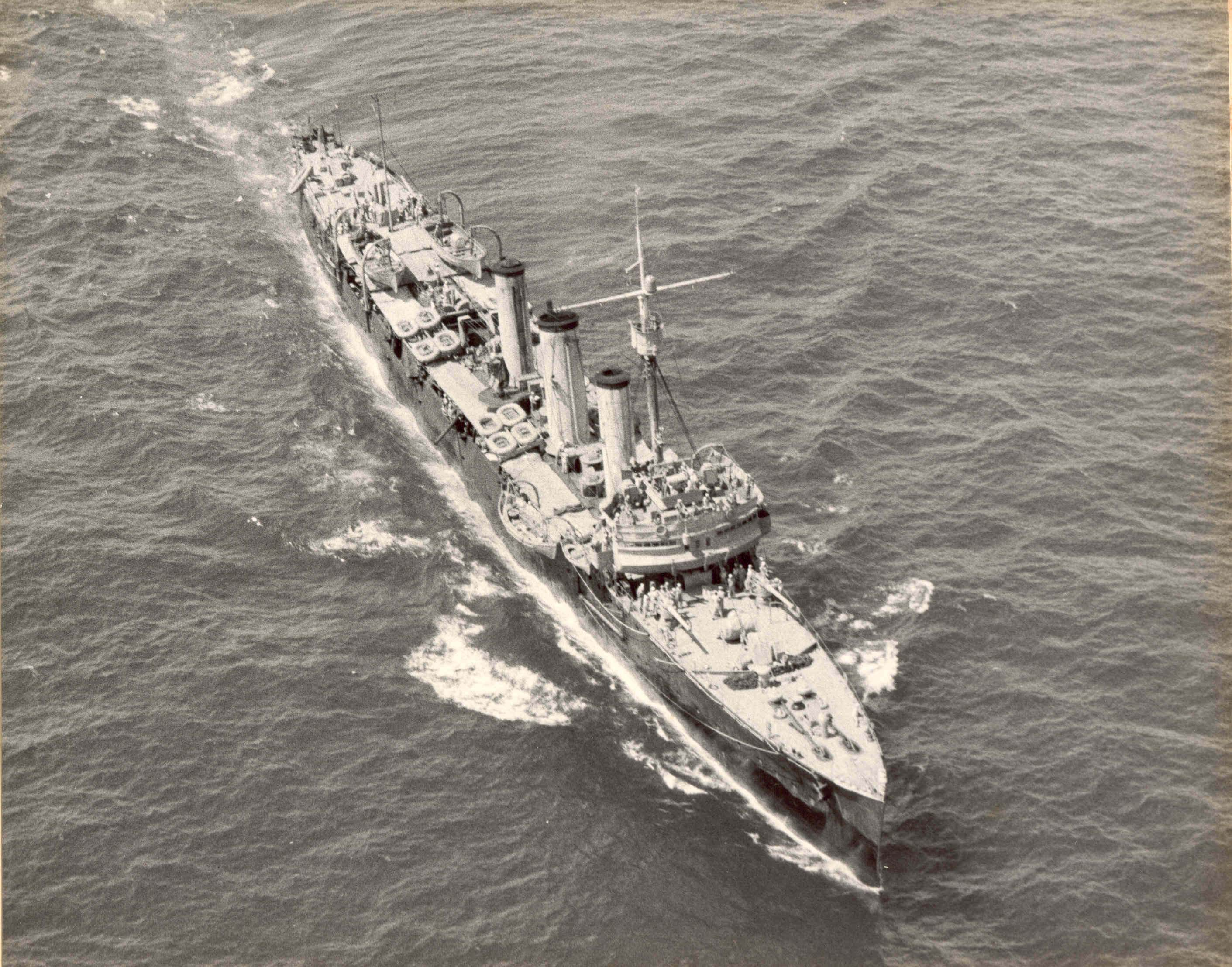
L'esploratore brasiliano Bahia negli anni 1920

L'esploratore era una tipologia di nave da guerra che venne utilizzata da varie marine militari nel mondo, ideata in un'epoca posteriore a quella dell'avviso che già esisteva nell'epoca della vela. Gli esploratori avevano compiti di avanscoperta rispetto alla squadra o flotta di cui facevano parte, in un'epoca in cui la ricognizione aerea era inesistente, limitata o scarsamente efficace.
Per la loro modalità operativa avevano bisogno di una elevata autonomia, comparabile a quella di un incrociatore, ma senza bisogno di un equivalente armamento o protezione, tanto che la marina britannica li denominò scout cruiser, cioè "incrociatore esploratore". La prima marina a schierare degli esploratori fu la Royal Navy britannica, seguita dalle marine di Germania, Francia e Stati Uniti. Nella Regia Marina venne progettata e costruita a partire dal 1909 fino ai primi anni venti, come risposta a unità analoghe già presenti nelle altre flotte.

## Caratteristiche
Le caratteristiche fondamentali di queste unità dovevano quindi essere una grande velocità e manovrabilità e un armamento adeguato a sostenere lo scontro con unità nemiche similari. L'autonomia e le caratteristiche nautiche potevano essere diverse a seconda del teatro operativo in cui si prevedeva l'utilizzo (per la marina italiana, fondamentalmente l'Adriatico nella prima guerra mondiale, il Mediterraneo ed eventualmente l'Atlantico nella seconda). Non era invece ritenuto necessario né un armamento di attacco verso navi maggiori (grandi incrociatori e navi da battaglia) in quanto questo tipo di contatto, potenzialmente letale per l'esploratore, doveva in linea di principio essere evitato, né una corazzatura di protezione che avrebbe inutilmente appesantito lo scafo.
Nella realtà, le caratteristiche specifiche delle varie classi di esploratori che svolsero servizio nella Regia Marina furono piuttosto varie, modificandosi nelle diverse epoche e inglobando alla fine unità con le caratteristiche degli esploratori, degli incrociatori leggeri, dei cacciatorpediniere di squadra, degli esploratori leggeri. Formarono quindi un "tipo" di naviglio piuttosto eterogeneo, non solo lungo l'arco della storia, ma anche nell'ambito delle rispettive epoche operative: molte di queste unità furono fornite di tubi lanciasiluri, di dispositivi per la posa mine e per il lancio di torpedini da getto, mentre alcune erano dotate di una corazzatura leggera (e, peraltro, scarsamente efficace). Di fatto, la maggior parte degli esploratori venne riclassificata nel 1938 come cacciatorpediniere, mentre i pochi di dislocamento superiore alle 3000 t vennero in epoche varie riclassificati come incrociatori leggeri.

## Storia

### K.u.k. Kriegsmarine
Nella k.u.k. Kriegsmarine il primo esploratore fu l'Admiral Spaun, entrato in servizio nel 1910 e di 3.900 t a pieno carico, seguito dalla classe Helgoland che ne era una evoluzione. Vennero tutti impiegati nella prima guerra mondiale.

### Marinha do Brasil
- classe Bahia

### Marina de Guerra del Perú
- classe Almirante Grau

### Regia Marina

Il Regio Esploratore Quarto in navigazione nel 1925

Il primo esploratore della Regia Marina fu il Quarto, impostato nel 1909 (inizialmente classificato come nave da battaglia di 4ª classe), varato nel 1911 (come esploratore) ed entrato in servizio nel 1912. La sua vita operativa si svolse prevalentemente nel corso del primo conflitto mondiale e nell'intervallo tra le due guerre. Pur essendo riclassificato incrociatore leggero nel 1938, fu radiato dai quadri nel 1939 e partecipò al secondo conflitto mondiale solo come bersaglio per esercitazioni, in quanto le sue caratteristiche obsolete non gli consentivano di entrare nel teatro bellico.
Successivamente al Quarto, nel 1911 la Regia Marina si dotò degli esploratori della classe Bixio (Nino Bixio e Marsala), navi senza grandi caratteristiche innovative e gravate da seri problemi di propulsione. Ebbero una vita operativa breve e poco intensa e furono radiati tra il 1927 e il 1929.
La classe Agordat di incrociatori protetti venne riclassificata come esploratori dal 1914 al 1921.
Dovendo rapidamente approntare altre unità, la Regia Marina decise di modificare i progetti di alcuni cacciatorpediniere in costruzione, trasformandoli in un nuovo tipo di naviglio: gli esploratori leggeri con dislocamento compreso tra le 1000 e le 1500 t. Vennero così via via approntate la classe Alessandro Poerio (Alessandro Poerio, Cesare Rossarol e Guglielmo Pepe) nel 1914, la classe Mirabello (Carlo Mirabello, Carlo Alberto Racchia e Augusto Riboty) nel 1915-1916 e la classe Aquila (Aquila, Sparviero, Nibbio e Falco) nel 1916-1919, inizialmente costruita per il Regno di Romania. Si trattava di navi complessivamente ben riuscite che svolsero egregiamente i compiti per cui erano state costruite ed ebbero una lunga vita operativa: in particolare due unità della classe Mirabello (Mirabello e Riboty) parteciparono attivamente anche al secondo conflitto mondiale al quale il solo Riboty sopravvisse e fu radiato nel 1950.

Il Regio Esploratore Leone in navigazione

La successiva classe Leone (Leone, Tigre, Pantera, Leopardo e Lince – gli ultimi due mai varati) fu approntata solo nel 1923-1924: per quanto ben costruite e sintesi dell'esperienza derivante dai precedenti esploratori, erano navi già concettualmente obsolete. Durante la seconda guerra mondiale per le loro caratteristiche vennero ritenute adatte all'uso nel Mar Rosso dove vennero inviate. Le sorti rapidamente sfavorevoli del conflitto in quella zona ne segnarono il destino: furono autoaffondate tutte e tre ai primi di aprile 1941.
Con la costruzione della classe Leone sembrava doversi concludere la storia degli esploratori: i tempi erano definitivamente mutati e la ricognizione era ormai appannaggio consolidato dell'aviazione. Ciononostante la Regia Marina decise nel 1928 di dotarsi di nuove unità moderne dello stesso tipo: vennero così progettati e costruiti a partire dal 1928-1929 i 12 esploratori leggeri della classe Navigatori (Luca Tarigo, Lanzerotto Malocello, Leone Pancaldo, Antonio da Noli, Ugolino Vivaldi, Antoniotto Usodimare, Emanuele Pessagno, Nicoloso da Recco, Nicolò Zeno, Giovanni da Verazzano, Alvise da Mosto e Antonio Pigafetta).
Nel corso degli anni furono inquadrate, come esploratori, nella Regia Marina anche alcune unità provenienti da flotte di altra nazionalità: esploratore Libia (ex incrociatore Drama della Marina turca) nel 1912; esploratori Bari (ex incrociatore leggero Pillau della Marina Imperiale germanica), Ancona (ex incrociatore leggero Graudenz della Marina Imperiale germanica) e Taranto (ex incrociatore leggero Strassburg della Marina Imperiale germanica) nel 1920 (tutte queste unità, di dislocamento compreso tra le 3800 e le 4900 t, furono riclassificate incrociatore leggero nel 1929); esploratore leggero Premuda (ex cacciatorpediniere V.116 della Marina Imperiale germanica) nel 1920 (riclassificato cacciatorpediniere nel 1938); esploratore leggero Cesare Rossarol 2° (ex cacciatorpediniere B.97 della Marina Imperiale germanica) nel 1920 (riclassificato cacciatorpediniere nel 1929); esploratori Venezia (ex incrociatore leggero Saida della Marina Imperiale austroungarica) e Brindisi (ex incrociatore leggero Helgoland della Marina Imperiale austroungarica) nel 1920.
La maggior parte di questi esploratori non svolse mai l'attività che la loro qualifica suggeriva: infatti, nella prima guerra mondiale l'impegno della Regia Marina fu prevalentemente in Adriatico, mare di limitate dimensioni in cui non si verificarono mai le condizioni operative per i movimenti delle grosse squadre navali, alle quali gli esploratori dovevano fornire la necessaria ricognizione; nella seconda guerra mondiale le condizioni operative erano già storicamente e tecnologicamente mutate, in quanto la ricognizione era già divenuta di pertinenza della Regia Aeronautica (per quanto il suo supporto alle operazioni navali italiane fu oggettivamente molto scarso) e le unità del tipo esploratore vennero rapidamente riconvertite ad altro uso (in massima parte di scorta ai convogli o di supporto agli sbarchi truppe).
Quasi tutti gli esploratori di vecchia generazione della Regia Marina esaurirono la loro vita operativa tra le due guerre. Svolsero attività bellica nella seconda guerra mondiale solamente il Bari (affondato nel giugno 1943), il Taranto (autoaffondato il 9 settembre 1943, recuperato dai tedeschi e definitivamente affondato il 23 ottobre 1943), il Mirabello (affondato per urto di mina nel maggio 1941) e il Riboty (sopravvissuto al conflitto e radiato nel 1950). Tra quelli di nuova generazione ebbero vita breve Leone, Tigre e Pantera (affondati nell'aprile 1941), mentre tutti i Navigatori (dei quali il solo Da Recco sopravvisse al conflitto), riclassificati cacciatorpediniere nel 1938, svolsero un'intensissima attività bellica, impiegati in molteplici ruoli (scorta di squadra, appoggio sbarchi truppe, posa campi minati, trasporto materiali e truppe, soccorso ad altre unità navali) ma soprattutto nell'estenuante e rischiosa attività di scorta ai convogli.

### Royal Navy
La Royal Navy fu la prima in assoluto a concepire ed impiegare questa tipologia di nave, con il Programma di costruzioni navali del 1903. La HMS Sentinel entrò in servizio nel 1905 e fu la capoclasse di un numeroso gruppo di 8 unità costruite a coppie da diversi cantieri e seguiti da 7 unità successive modificate nell'armamento. Tra gli appartenenti alle classi successive, la HMS Pathfinder fu la prima nave ad essere affondata da un siluro lanciato da un sottomarino.
- classe Sentinel
- classe Adventure
- classe Forward
- classe Pathfinder
- classe Boadicea
- classe Blonde
- classe Active

### United States Navy
- classe Chester - poi riclassificati come incrociatori leggeri.